# Invernal

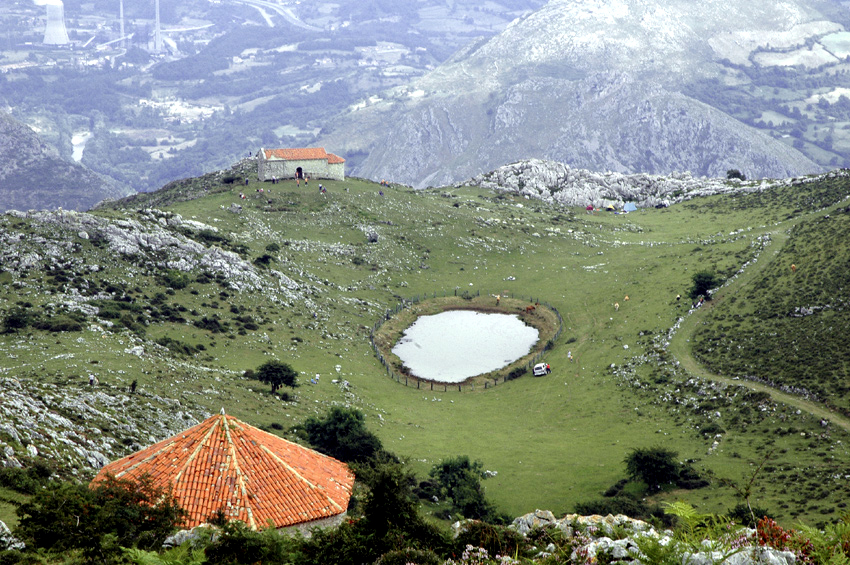
Invernales en la majada de Monsacro, en Morcín (Asturias, España).

Invernal es un tipo de edificación o recinto aislado destinado a albergar el ganado durante buena parte de las estaciones equinocciales, simultaneándolo con majadas, establos, o corrales. Algunos etnógrafos los consideran endémicos de la cordillera Cantábrica.

## Geografía
Los invernales, construidos y explotados por sus propietarios, se sitúan en prados de altura que, a diferencia de las brañas, poseen un dueño y suelen estar cercados por muros de piedra. Son construcciones rurales endémicas de la región cantábrica, abundantes en los Picos de Europa, tanto en Cantabria como en Asturias.

### Emplazamiento
Aparecen aislados en prados en mitad del monte o bien agrupados formando conjuntos de prados e invernales. Junto a ellos suele existir el llamado sel, un cercado de piedra circular destinado a la protección y sesteo del ganado. El tamaño del invernal es mayor que el de la cabaña de montaña, cumpliendo funciones similares a la de las bordas en el País Vasco. En siglos pasados era habitual que en verano, y coincidiendo con el periodo de siega, los invernales albergaran a las familias de los pastores. El acondicionamiento se llevaba a cabo transformando el pajar en vivienda.

### Estructura
Predominan los invernales de planta cuadrangular con techo a dos aguas. Los vanos, a excepción de la puerta y el bocarón del pajar, suelen ser escasos y de pequeño tamaño. Están construidos mediante mampostería, siendo los esquinales del edificio, y los dinteles y jambas de las ventanas y puertas, de piedra de sillería toscamente labrada. El tejado es de ripia cubierta de teja árabe —o bien de lascas de piedra en los montes del Pas (Cantabria)— y sostenido por vigas de roble o eucalipto en zonas bajas y épocas más recientes. Puede poseer un tascón o pajar en la parte superior para guardar la hierba, al que se accede por el bocarón que suele estar sobre la puerta o bien en el muro posterior a ras del suelo, aprovechando el desnivel del terreno, lo que permite las labores de ensilado.